# ویتالی داراسلیا
ویتالی داراسلیا (گرجی: ვიტალი დარასელია؛ ۹ ژانویهٔ ۱۹۵۷ – ۱۳ دسامبر ۱۹۸۲) بازیکن فوتبال اهل اتحاد جماهیر شوروی سوسیالیستی بود.
از باشگاه‌هایی که در آن بازی کرده‌است می‌توان به باشگاه فوتبال دینامو تفلیس اشاره کرد.
وی همچنین در تیم ملی فوتبال شوروی بازی کرده‌است.

## نگارخانه

عکسی از داراسلیا بر روی تمبر چاپ شده در آبخازیا در سال ۲۰۰۷ میلادی